# William Charles Chamberlain
William Charles Chamberlain (* 21. April 1818; † 27. Februar 1878 in Brighton, Sussex) war ein britischer Rear Admiral.

## Leben
William Charles Chamberlain wurde 1818 als ältester Sohn und drittes Kind des Diplomaten Henry Chamberlain und dessen zweiter Frau Anne Eugenia (geborene Morgan) geboren. Neben seinen beiden älteren Schwestern hatte er noch vier jüngere Brüder, unter anderem Neville Bowles Chamberlain und Crawford Chamberlain, sowie drei ältere Halbgeschwister aus der ersten Ehe seines Vaters.
Im Juni 1831 trat er in die Royal Navy ein. Während der Orientkrise nahm er 1840 an der Belagerung von Akkon teil und wurde am 4. November desselben Jahres in Anerkennung besonderer Tapferkeit zum Lieutenant befördert. Als solcher tat er nun auf mehreren Schiffen der Mediterranean Fleet seinen Dienst. Ab dem 15. Dezember 1840 auf der HMS Stromboli unter dem Kommando von Captain Woodford John Williams, ab dem 18. Januar 1842 auf der HMS Impregnable unter dem Kommando von Captain Thomas Forrest, sowie ab dem 16. März 1843 auf der HMS Howe, erneut unter dem Kommando von Captain Thomas Forrest. Nachdem er mit Forrest in das Vereinigte Königreich zurückgekehrt war, diente Chamberlain ab dem 22. September 1843 auf der HMS Hyacinth unter dem Kommando von Commander Francis Scott, sowie ab dem 30. Januar 1844 auf der HMS Albion unter dem Kommando von Captain Nicholas Lockyer.
Am 22. Oktober 1844 erfolgte seine Beförderung zum Commander. Chamberlain wurde nun vor der Westküste Afrikas aktiv. Später erhielt er aufgrund gesundheitlicher Probleme nur noch Halbsold und wurde auf Malta kurzzeitig als Privatsekretär für den dortigen Gouverneur William Reid tätig. Nachdem sich Chamberlains Gesundheit wieder gebessert hatte, übernahm er das Kommando über die HMS Conflict. Am 21. Februar 1856 erfolgte seine Beförderung zum Captain. 1865, Chamberlain befehligte gerade die HMS Resistance in der Mediterranean Fleet, erhielt er das Angebot, Captain der Steam Reserve in Portsmouth zu werden, welches er annahm. 1868 wurde er Captain Superintendent des Chatham Dockyards, was er bis zu seiner Beförderung zum Rear-Admiral im Januar 1874 blieb. Er wurde nun Admiral Superintendent der Devonport und Keyham Dockyards. Im Juni 1876 ging er in den Ruhestand.
Chamberlain heiratete am 19. Juni 1845 Eliza Jane Hall († 1856), die älteste Tochter von Basil Hall, eines Captain der Royal Navy und Reiseschriftstellers. Aus der Ehe gingen drei Söhne, unter anderem Basil Hall Chamberlain und Houston Stewart Chamberlain hervor. Im Oktober 1872 heiratete er Sarah Morgan Holroyd. Aus der Ehe ging eine Tochter hervor.